# Mito Croes
Antonito Gordiano (Mito) Croes (Aruba, 10 mei 1946 – Oranjestad (Aruba), 7 augustus 2016) was een Arubaans politicus namens de Arubaanse Volkspartij (AVP).
Croes begon na een rechtenstudie als juridisch ambtenaar en specialiseerde zich in de staatkundige structuur van de Nederlandse Antillen. Op dat onderwerp promoveerde hij in 2006 aan de Tilburg University bij Ernst Hirsch Ballin. Nadat hij in de eilandsraad van Aruba en de Staten van de Nederlandse Antillen gezeten had, werd hij minister van de Nederlandse Antillen voor Staatkundige Structuur Eilanden en tijdelijk ook van Justitie in het eerste kabinet van Don Martina (1982–1983). Met ingang van de Status aparte van Aruba werd Croes haar eerste minister van Welzijnszaken (1986–1989) in het Kabinet-Henny Eman I. Croes was van 1994 tot 2001 gevolmachtigd minister van Aruba en hij was in periode 2014 tot 2016 namens Aruba lid van de Raad van State van het Koninkrijk.
In 2009 deed Croes mee aan de Europese parlementsverkiezingen als lid van het CDA. Hiermee speelden de christendemocraten als eersten in op het feit dat na het Arrest Eman en Sevinger nu ook op de Nederlandse Antillen en Aruba kon worden gestemd voor het Europees parlement. Croes werd geëerd met de Orde van Francisco de Miranda en was ook Ridder in de Orde van de Nederlandse Leeuw (1990).